# パキデスモセラス
パキデスモセラス（学名：Pachydesmoceras）は、デスモセラス科に属するアンモナイトの属。
この属の種は、移動が速く、遊泳肉食動物で殻を持つ頭足類であった。彼らは白亜紀のアルビアン（1億1200万年前～9960万年前）からサントニアン（8580万年前～8350万年前）にかけて生息していた。

## 概要
南極、カメルーン、インド、日本、ナイジェリア、ルーマニア、アメリカ合衆国（カリフォルニア）の白亜紀の地層から発見された。

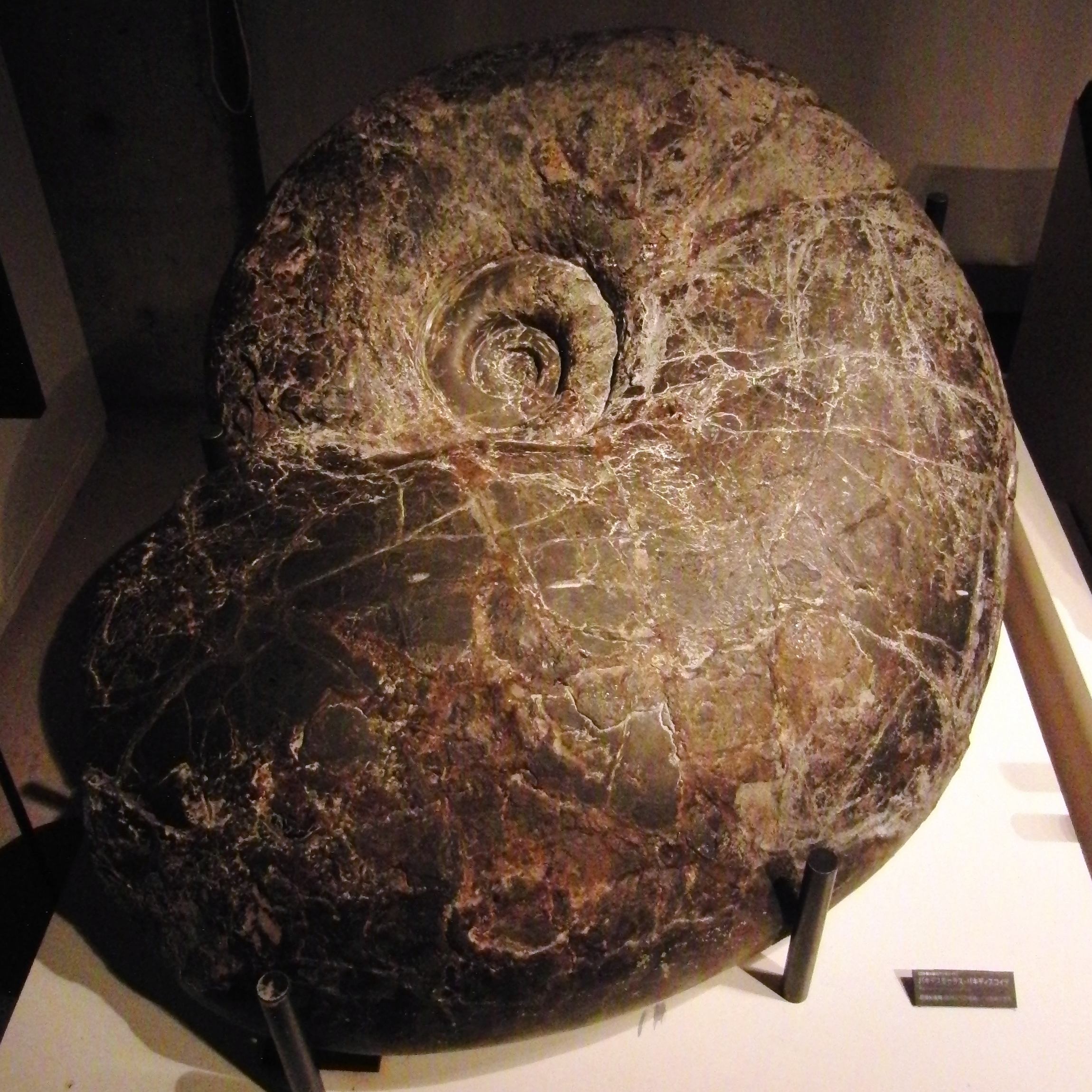
日本で発見されたパキデスモセラス・パキディスコイデ（Pachydesmoceras pachydiscoide）の化石。東京国立科学博物館に展示。